# Dansuri populare românești
Dansuri populare românești (Sz. 56, BB 68) este o suită de 6 piese scurte compuse de Béla Bartók în 1915. Mai târziu a orchestrat acestea pentru ansamblu mic în 1917: Sz. 68, BB 76.
Piesele au drept bază 6 melodii transilvănene pentru vioară. Astăzi, suita este disponibilă în varianta din 1971, pe portativ fiind trecută și gama, deși Bartok nu obișnuia să o scrie. Tipul gamei pentru fiecare piesă a fost preluat din Ghid despre Bartok de G. Króo (1971).

## Mișcările

### Jocul cu bâta (sau Joc cu bâtă)
Se dansează cu o bâtă. Din satul numit Mezőszabad pe atunci, Voiniceniul de astăzi, județul Maros-Torda la vremea aceea, astăzi numit Mureș, Transilvania. Energetic și fericit.
(Allegro Moderato, m.m. 100, 57")
Gama:  La minor
Mod: Dorian și Aeolian, centrat pe La

### Brâul
Din Egres (astăzi Igriș, județul Timiș, Transilvania). Voios.
(Allegro, m.m. 144, 25")
Gama:  Re minor
Mod: Dorian centrat pe Re

### Pe loc
Din Egres (astăzi Igriș, județul Timiș, Transilvania). Lent cu pași mărunți, a se remarca intervalele reduse. Seamănă cu muzica de cimpoi.
(Andante, m.m. 108, 45")
Gama: Fa# minor
Mod: Aeolian și influențe arabe (secunde micșorate) centrat pe Si

### Buciumeana
Dans din Bucium, Turda-Arieș (astăzi județul Alba). Grațios cu o melodie sumbră.
(Moderato, m.m. 100, 35")
Gama: Secțunea A este în Do Major, Secțiunea B este în La minor
Mod: Mixolydian și influențe arabe centrat pe La

### Poarga românească
Dans românesc vechi similar cu Polka. Din Beiuș ( în județul Bihor aproape de granița cu Ungaria). Rapid și plin de viață.
(Allegro, m.m. 146, 31")
gama: Re Major
Mod: Lydian centrat pe Re

### Mărunțel
Dans rapid cu pași rapizi și mișcări scurte. Prima melodie este culeasă din orașul numit Belényes pe atunci, azi Beiuș, iar a doua din satul numit Nyagra pe atunci, astăzi Neagra, comuna numită Palotailva pe vremea aceea, astăzi Lunca Bradului, județul Maros-Torda pe atunci, azi numit Mureș.
(Allegro, m.m. 146/Più Allegro, m.m. 152, 36")
Gama: Re Major, modulează spre Sol major
Mod: centrat pe La; prima parte începe cu Lydian, dar este în mod Mixolydian; a doua parte este în Dorian.
În varianta orchestrală secțiunea Più Allegro este un dans separat.